# Головін Олександр Якович
Олександр Якович Головін (рос. Александр Яковлевич Головин, 17 лютого (1 березня) 1863, Москва — 17 лютого 1930, Дитяче Село) — російський художник. Малював замовлені і театральні портрети, натюрморти з квітами, пейзажі. Надзвичайно обдарований театральний художник, автор багатьох декорацій до вистав і театральних завіс.Займався графікою, робив театральні програмки, ілюстрації до книжок.

## Навчання
Народився в Москві. Походить з родини священика. Навчався в відомій гімназії Поліванова, де навчались Максиміліан Волошин, Валерій Брюсов.

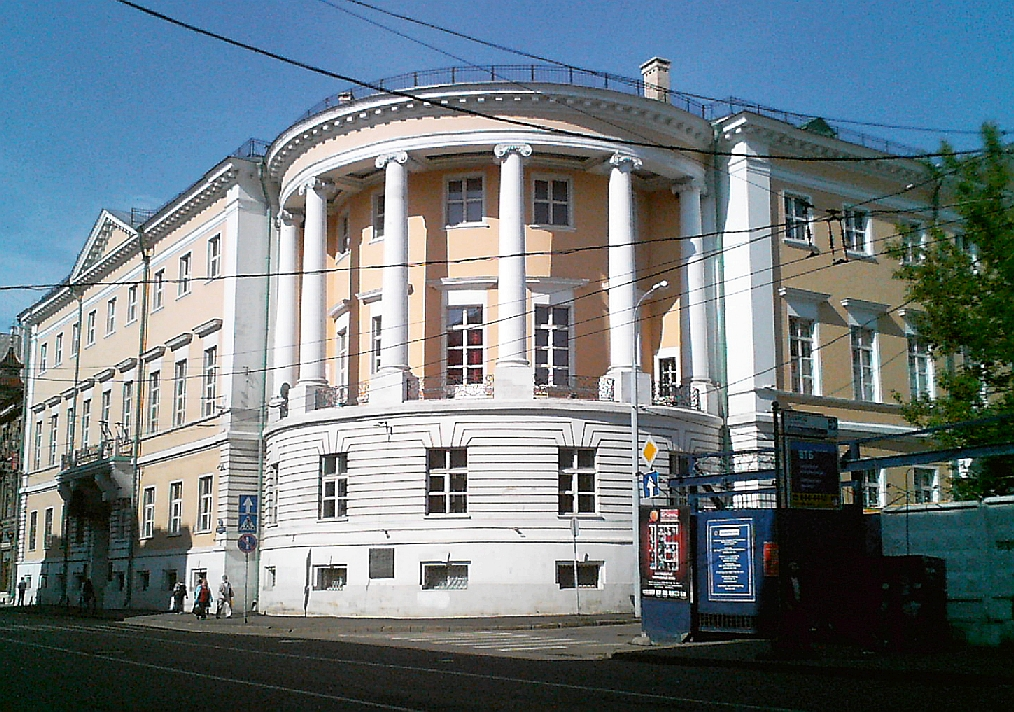
Московське училище живопису, скульптури і архітектури

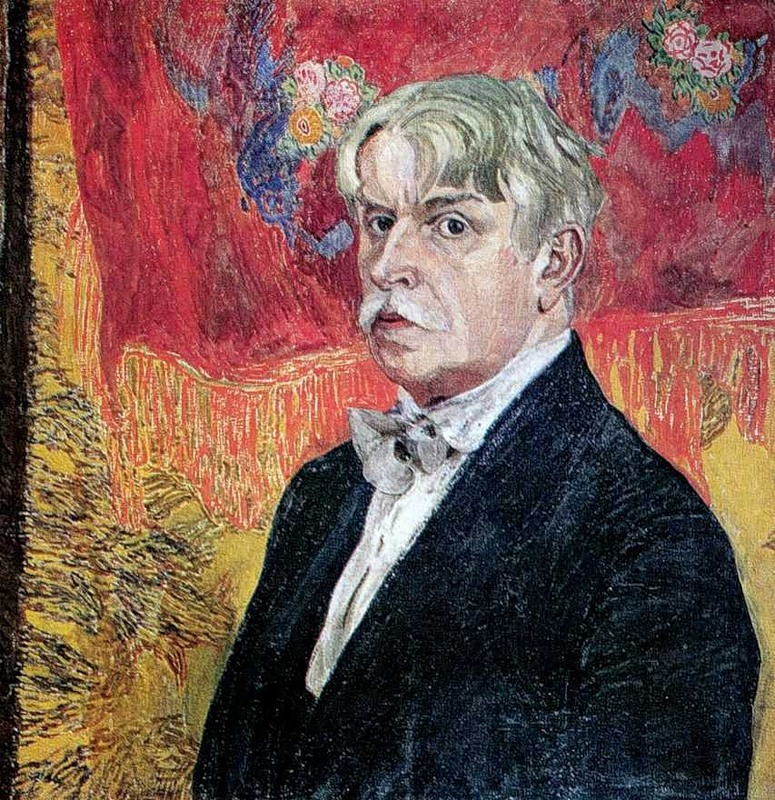
Автопортрет, 1919 р.

Художню освіту отримав в Московському училищі живопису, скульптури і архітектури, куди потрапив у 1881 р. Навчання починав на відділенні архітектури, але перейшов на художнє. Його вчителі — І. М. Прянішніков і В. Є. Маковський. Добрі відносини з вчителями не склалися, бо ті засуджували самостійність учня і схильність до вирішння декоративних і колористичних завдань. Тому найбільший вплив на формування Головіна мав колорист Полєнов Василь Дмитрович (1844—1927), палітра якого сяяла за словами Головіна. Але офіційно за класом Полєнова він не рахувався.

## Двічі в Парижі

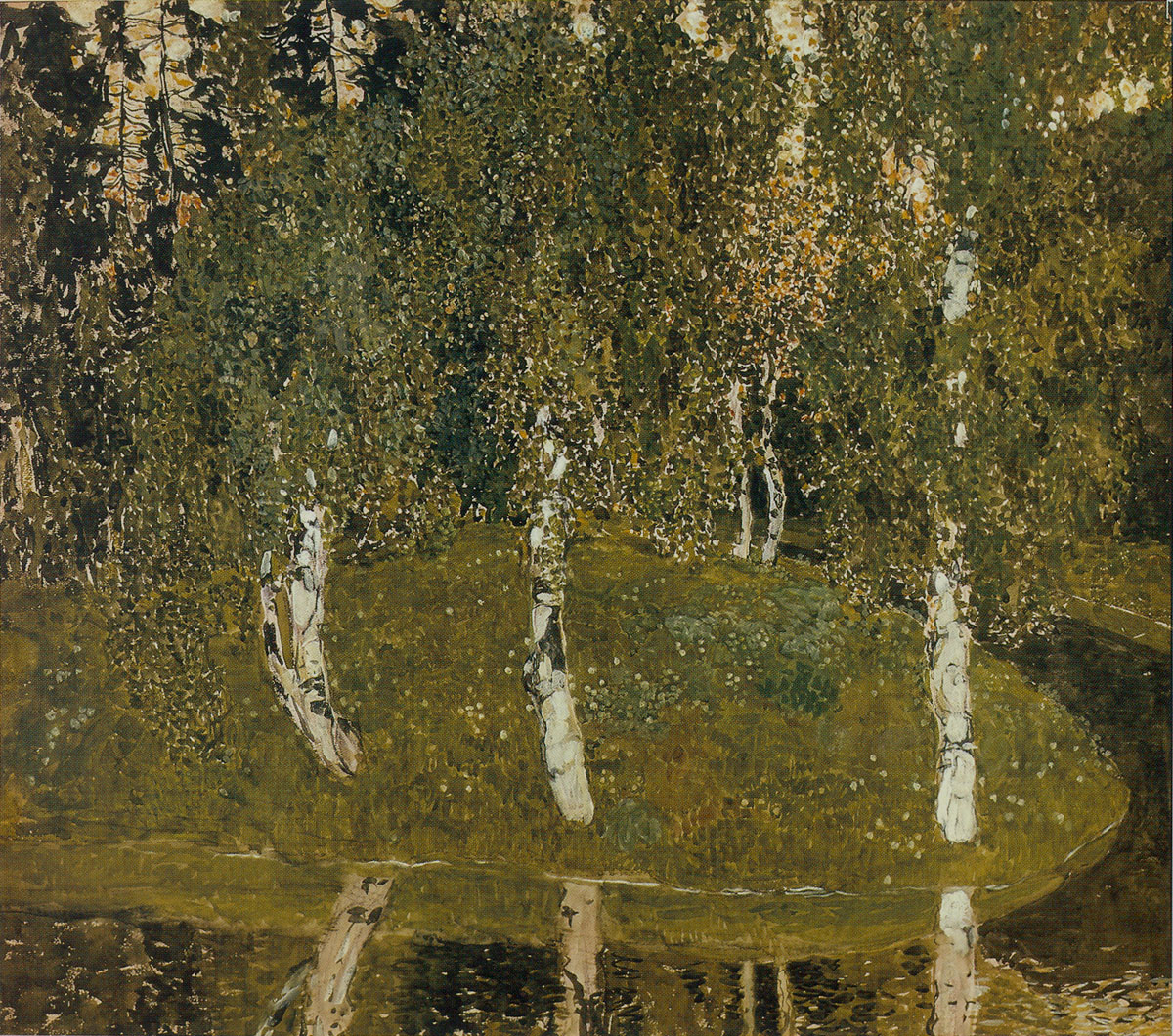
Берези, 1908 р.

Головін двічі відвідав Париж. У 1889 р. він навчався в школі Колароссі (клас Жюля Сімона і Жака Бланша), у 1897 р. в школі Вітті. Захоплення імпресіонізмом мало недовгий час і пізніше матиме залишки лише в технічних засобах Головіна при виконанні пейзажів. Все життя він буде дотримуватись реалізму з незначними домішками імпресіонізму чи модерну. Постійні колористичні пошуки спонукали художника звертатися до роботи переважно темперою,гуашами, пастеллю.

## Садиба Абрамцево
Недовга за терміном існування доба стилю модерн характерна зверненням до кустарних промислів і ремісничіх виробів. Захоплення декоративно-ужитковим мистецтвом пережили Савва Мамонтов, Михайло Врубель, Богдан та Варвара Ханенки, Олександр Головін.
Художник робив ескізи меблів, інтер'єрів в неоросійському стилі, килимів. Особливе місце посіли керамічні вироби Головіна в майстерні садиби Абрамцево — тарелі, горщики, вази, кахлі. Піч з кахлями була окрасою інтер'єру в неоросійському стилі, створеному Головіним у 1903 році. А його керамічне панно «Клеопатра» і досі прикрашає фасад готелю «Метрополь» в Москві.

## Іспанія
Художник мандрував світом і подорожував у Італії, Греції. Враження після відвідин Греції відбилися в створенні панно «Цвинтар Стародавньої Греції» для Музею красних мистецтв в Москві, яке будував професор В. Цвєтаєв. Панно було зруйновано в часи 2-ї світової війни.
Головін був одним з небагатьох художників Росії, що відвідали далеку Іспанію. Художник побачив Бургос, Барселону, Мадрид, Толедо, Валенсію, Гранаду з залишками палацу мавританських володарів Альгамбри. Іспанія вразила художника контрастом багатої історії, запальних іспанських характерів і надзвичайним поширенням бідності. Іспанія, її костюми, її жінки довго будуть одною з тем станкового живопису художника, яку в Росії підживлювали вистави опери Ж. Бізе «Кармен».

## Портрети пензля Головіна

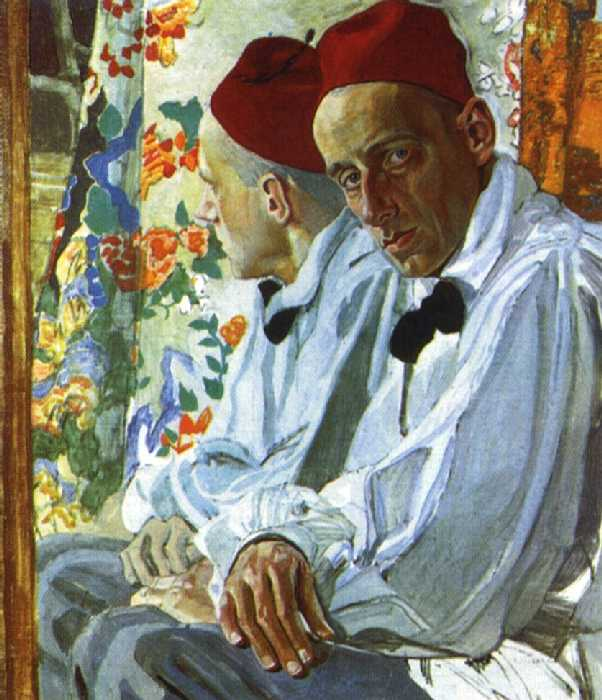
Театральний режисер В.Меєрхольд

Головін виробився у цікавого портретиста ще в ранні роки. Коло його моделей спочатку замикалося на друзях чи молодій дружині («Портрет невідомого хлопчика», 1887, «художник Є.Татевосян»,1898, «Заснула» (дружина художника).
Серед замовлених портретів Головіна — кінний портрет багачки Є.Носової, поет Михайло Кузмін, художник Реріх Микола Костянтинович, невідомий аристократ з тенісною ракеткою. Пізніше будуть створені портрети композитора Скрябіна Олександра Миколайовича, режисера В. Меєрхольда, декілька надзвичайно вдалих автопортретів.
Зустрічі і співпраця з багатьма акторами спонукала художника до створення портретів низки акторів. Серед них головне місце посіли портрети оперного співака Ф.Шаляпіна в ролях Фарлафа («Руслан і Людмила»), Мефістофеля («Фауст» Гуно), царя Бориса Годунова («Борис Годунов» Мусоргського), Олоферна («Юдиф» Серова).

## Мамонтовський гурток
Перші театральні роботи Головін виконав в Мамонтовському гуртку. Проихильник опери і оперного співу, Савва Мамонтов часто влаштовував домашні вистави в садибі Абрамцево. Художник М.Нестеров згадував: "…там була атмосфера, де "всі грають, малюють і співають. Усі артисти чи друзі артистів ". Нєстєрова доповнював Станіславський Костянтин Сергійович, який теж бував в Абрамцево: « Тоді весь будинок на тиждень або два робився філією майстерень кравців і художників. В одній кімнаті стелили полотно для Полєнова, поряд працював Врубель, в другій половині будинку шили і приміряли театральні костюми, в куточках йшлись репетиції. В кабінеті хазяїна сяяли вогні, грюкали сокири, бо там майстрували сцену».
Пізніше за сприяння Головіна при Імператорських театрах відкриють бутафорський цех і новий костюмерний.

## 1898 рік. Початок роботи в театрі
У 1898 р. Головін, якого добре знали в Москві, отримав запрошення на роботу в Великий театр (російською — Большой театр). Після вагань художник погодився і це стало початком його довгої співпраці з різними театрами. На жаль, блискуча театральна кар'єра майстра приховала його звершення в жанрах портрету, в пейзажному живопису, в створенні декоративних панно. Довгий час Головіна вивчали і зараховували до суто театральних художників, що було і залишається помилкою.

## Перелік театральних робіт (декорації)

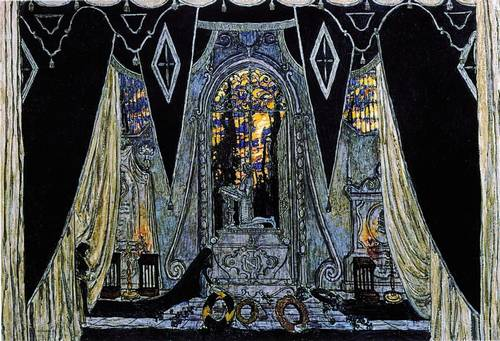
Ескіз декорації до опери Даргомизького «Кам'яний гість», 1917 р. Державний Російський музей.

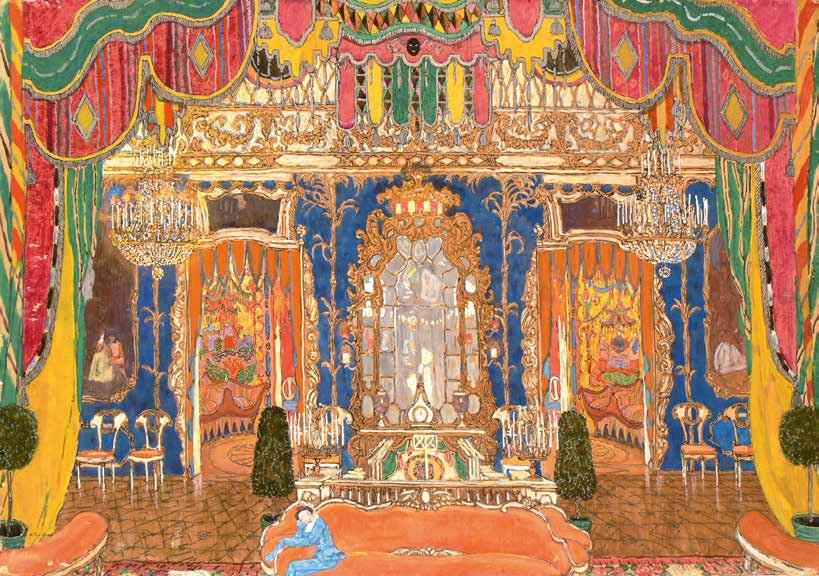
«Маскарадна зала». Ескіз О. Головіна до драми М. Лермонтова.

- Льодовий дім (опера Корещенка, 1900)
- Псковітянка (опера Римського-Корсакова, 1901)
- Кармен (опера Жоржа Бізе, 1908)
- У брами царства (опера Гамсуна, 1908)
- Орфей і Еврідіка (опера Глюка, 1911)
- Гроза (драма Островського, 1916)
- Маскарад (драма Лермонтова, 1917)
- Кам'яний гість (за Пушкіним і Даргомизьким, 1917)

Короткий термін працював в антрепризі Дягілєва Сергія Павловича в Російських сезонах в Парижі (декорації до опери «Борис Годунов», 1908, балету «Жар-птах» Стравинського, 1910).
Старий театральний художник (за часів після більшовицького перевороту 1917 р.) встиг зробити декорації до «Весілля Фігаро», 1927 р. та до «Отелло» Шекспіра(обидва у МХАТі в Москві).

## Смерть
Головін мав хворобу серця, що і спричинило його смерть. Він помер у Дитячому Селі, як перейменували більшовики царську резиденцію (в минулому Царське Село (музей-заповідник)).